# Aulacomnium androgynum
Espèce
Aulacomnium androgynum est une espèce de mousse de la famille des Aulacomniaceae.